# Casa Giol
Casa Giol és una casa modernista de Barcelona protegida com a Bé Cultural d'Interès Local.

## Descripció
La casa Giol és un habitatge aïllat a la cantonada del passeig de la Font d'en Fargas amb el Passeig de Maragall. Està formada per diferents cossos amb coberta a quatre vessants. Tota la casa està arrebossada i pintada de blanc excepte el sòcol, de paredat irregular, i alguns elements de maó vist. Les teulades són de ceràmica vidriada.
La façana principal és la que es troba al passeig de la Font d'en Fargas. Aquí hi ha un cos de planta baixa i un pis amb una torre adossada de planta baixa i dos pisos. Les obertures de la planta baixa són d'arc ogival amb la part superior emmarcada amb maons. Les obertures dels pisos superiors són allindades. Els murs acaben amb un fris de dents de serra que decora el ràfec de les teulades. Al passeig Maragall hi ha un altre cos de característiques similars a l'anterior. Té adossat una petita construcció de només una planta on s'obre una finestra amb un fals arc esglaonat.
La cantonada té forma axamfranada i és on es concentra la decoració. Els dos cossos anteriors s'adossen a una torre de planta baixa i tres pisos. La planta baixa és d'obra vista i té tres finestres, la central d'arc ogival i les laterals d'arcs esglaonats. Al primer pis s'obre una terrassa de tres angles amb la barana de maó calada. L'angle central es recolza sobre un arc ogival esglaonat fet de maó, i els laterals en mènsules de forma esglaonada, del mateix material. En aquest nivell s'obren dos portes amb arcs esglaonats. Les finestres del segon pis són molt estretes amb la part superior esglaonada mentre que les de l'últim pis són dobles, d'arc rebaixat, i amb la part superior emmarcada amb maons. La torre acaba amb una teulada molt punteguda acabada amb un pinacle i el ràfec decorat amb un fris de dents de serra.

## Història
La casa Giol és un dels primers habitatges que es van construir al passeig de Maragall. És obra de l'arquitecte Guillem Busquets, el qual també va dissenyar l'estructura urbanística d'aquesta zona per convertir-la en una ciutat jardí.
La casa ha estat residència de la família Giol, una escola que va dirigir l'escriptor Josep Maria Folch i Torres, la redacció d'una revista de dietètica i una llar d'avis. Actualment és un centre terapèutic.